# Düğünyurdu, Güçlükonak
Düğünyurdu là một xã thuộc huyện Güçlükonak, tỉnh Şırnak, Thổ Nhĩ Kỳ. Dân số thời điểm năm 2011 là 464 người.